# Weidle Verlag
Der Weidle Verlag ist ein Literatur- und Kunstverlag mit Sitz in Bonn. Er wurde 1994 von Stefan Weidle gegründet.

## Entstehungsgeschichte und Programm
Der Weidle Verlag widmete sich zunächst in erster Linie der Literatur der 1920er und 1930er Jahre. Viele Autoren, die damals ins Exil gehen mussten oder umgebracht wurden, gerieten nach 1945 in Vergessenheit und sollten wieder zugänglich und bekannt gemacht werden. Dazu gehören Salamon Dembitzer, Friedrich Hollaender, Felix Jackson, Hans Janowitz, Albrecht Joseph, Eric Koch, Artur Landsberger, Jan Lustig, Max Mohr und Albrecht Schaeffer. Mit Hermann Borchardts Die Verschwörung der Zimmerleute wurde 2005 der bis dahin nur in gekürzter Fassung erschienene Roman erstmals vollständig publiziert und dem deutschsprachigen Publikum zugänglich. Wie dieser Roman thematisieren auch andere im Weide Verlag (wieder)erschienene Titel die Machtergreifung der Nationalsozialisten. Daneben finden sich Autobiographien von Emigranten und Sachbücher zur Exilzeit. Eine Ergänzung bietet der Band Kurt Wolff – Ein Literat und Gentleman (2008) über einen der wichtigsten deutschen Verleger der ersten Hälfte des 20. Jahrhunderts.
Dem Komponisten Gustav Mahler und seinem Umfeld widmen sich drei Publikationen: Der Briefwechsel Gustav Mahlers mit seiner Familie: »Liebste Justi!« Briefe an die Familie; ein Band über seine Tochter, die Bildhauerin Anna Mahler: Ich bin in mir selbst zu Hause und eine Biographie über seine Nichte, die Geigerin Alma Rosé, die in Auschwitz-Birkenau das Lagerorchester geleitet hat.
Des Weiteren lenken Publikationen zu Alfred Flechtheim (Ralph Jentsch: Alfred Flechtheim – George Grosz. Zwei deutsche Schicksale; »Nun mal Schluß mit den blauen Picassos«. Texte des Kunsthändlers Alfred Flechtheim) den Blick auf die Situation von Kunst und Künstlern unter der Nazi-Herrschaft.
In den letzten Jahren hat sich ein weiterer Schwerpunkt herausgebildet: Mit der Erfahrung, dem Leser Exilliteratur aus der zeitlichen Ferne wieder zurück- und nahezubringen, entwickelte sich ein Programm, das auch in die räumliche Ferne greift mit Übersetzungen fremdsprachiger Gegenwartsliteratur hierzulande noch wenig oder gar nicht bekannter Autoren, die dem deutschen Leser vorgestellt werden.
Romane aus Lettland (Laima Muktupāvela) und Portugal (Ana Nobre de Gusmão) machten den Anfang; mehrere Titel aus Island (Pétur Gunnarsson) und Neuseeland (Carl Nixon) waren zuletzt große Erfolge. Es folgten Titel aus Finnland (Mooses Mentula), Indonesien (Leila S. Chudori) und den Niederlanden (Joost Zwagerman) sowie aus Georgien (Aka Mortschiladse, Zurab Karumidze) und Syrien (Niroz Malek, Mustafa Khalifa).
Carl Nixon wurde lange auf der Krimi-Bestenliste der „Zeit“ geführt und schaffte es 2014 unter die besten zehn Titel der Hotlist unabhängiger Verlage. Die russische Novelle Die Manon Lescaut von Turdej von Wsewolod Petrow war Buch des Monats November 2012 (Darmstädter Jury) und im Dezember 2012 auf der SWR Bestenliste. 2013 erhielt sie den Preis der Hotlist.
Zudem widmet sich der Weidle Verlag mit Wolfgang Kubin seit vielen Jahren den deutsch-chinesischen Wahlverwandtschaften, mit Essays des bekannten Sinologen und seinen Übersetzungen chinesischer Lyrik (u. a. Zhai Yongming) und Prosa (Bei Dao).
Mit Eric Schaal und Kurt Klagsbrunn sind zwei bedeutende Fotografen im Programm vertreten. Kunstkataloge zum Werk von Katharina Hinsberg, Bettina Munk, Malte Spohr, Tom Wesselmann oder Martin Noël, zuletzt Max Cole sind Ausdruck der besonderen Nähe des Verlags zur bildenden Kunst. Mit der Gestaltung sämtlicher Bücher des Verlags ist von Beginn an Friedrich Forssman betraut. Ihm sind die zahlreichen Auszeichnungen durch die Stiftung Buchkunst zu verdanken.
Der Verlag ist Mitglied im Börsenverein des Deutschen Buchhandels.
Stefan Weidle war bis 2015 Vorsitzender des Vorstands der Kurt Wolff Stiftung.
Im Oktober 2023 wurde bekannt, dass der Verlag zum 1. Januar 2024 vom Wallstein Verlag übernommen wird. Die Verleger Barbara und Stefan Weidle hören aus Altersgründen auf.

## Auszeichnungen
- 2000: Karl-Heinz-Zillmer-Preis für verdienstvolles verlegerisches Handeln.
- 2005: Preis der Kurt Wolff Stiftung für die Förderung einer vielfältigen Verlags- und Literaturszene
- 2013: Hauptpreis der Hotlist für die Novelle Die Manon Lescaut von Turdej von Wsewolod Petrow
- 2019: Deutscher Verlagspreis
- 2020: Deutscher Verlagspreis
- 2022: Deutscher Verlagspreis